# 拉里·克萊格
拉里·克萊格（英語：Larry Craig；1945年7月20日—）是美国的一位政治人物，於1991年至2009年期間曾擔任爱达荷州的聯邦參議員。算上眾議員任期，他共當選過28年國會議員，在愛達荷州歷史上排名第二。
克萊格主張反對同性婚姻與LGBT權益，但在2007年時被警方逮補，原因是他在明尼阿波利斯－圣保罗国际机场試圖為便衣警察口交。